# Gengenbach

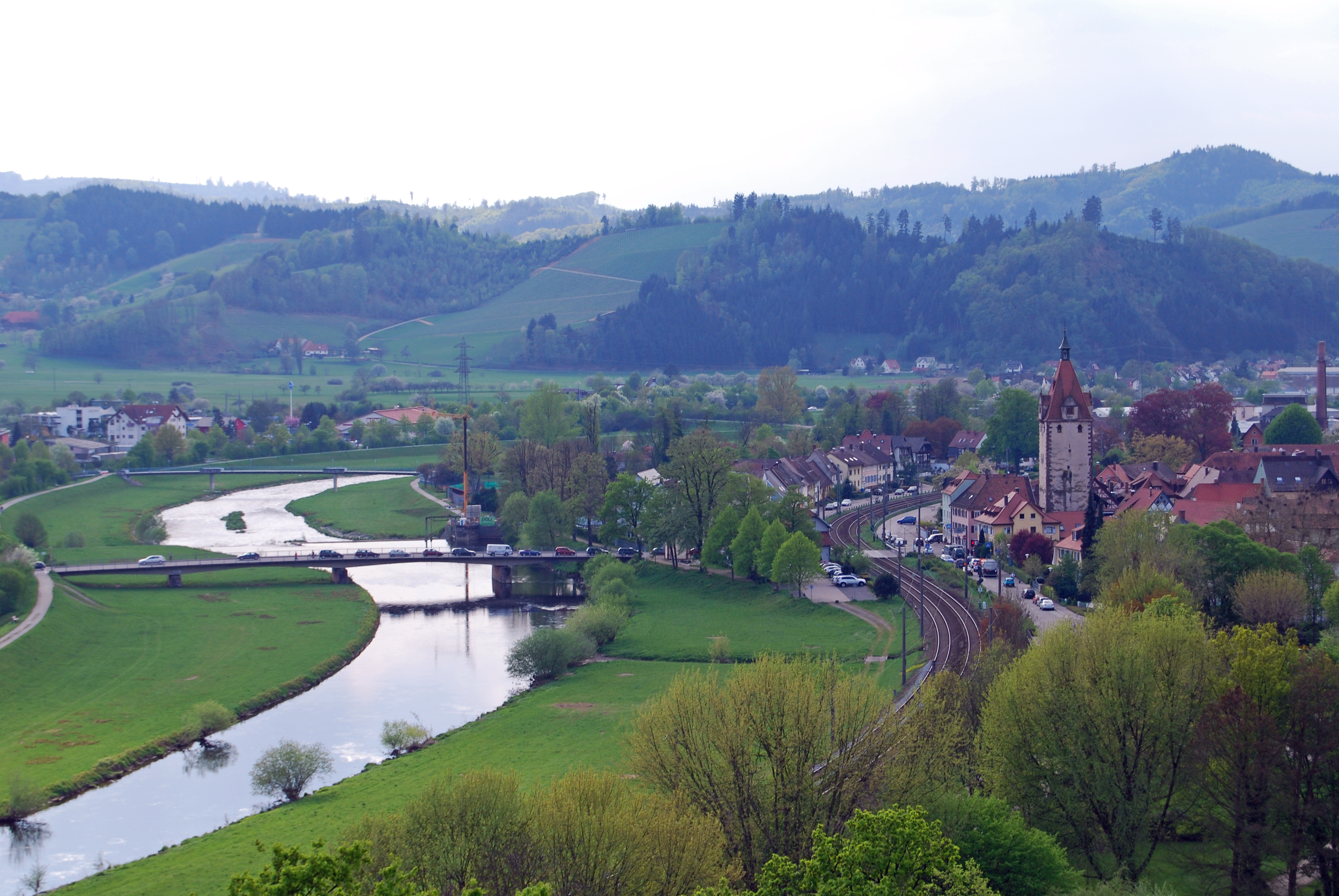
Gengenbach, med floden Kinzig.

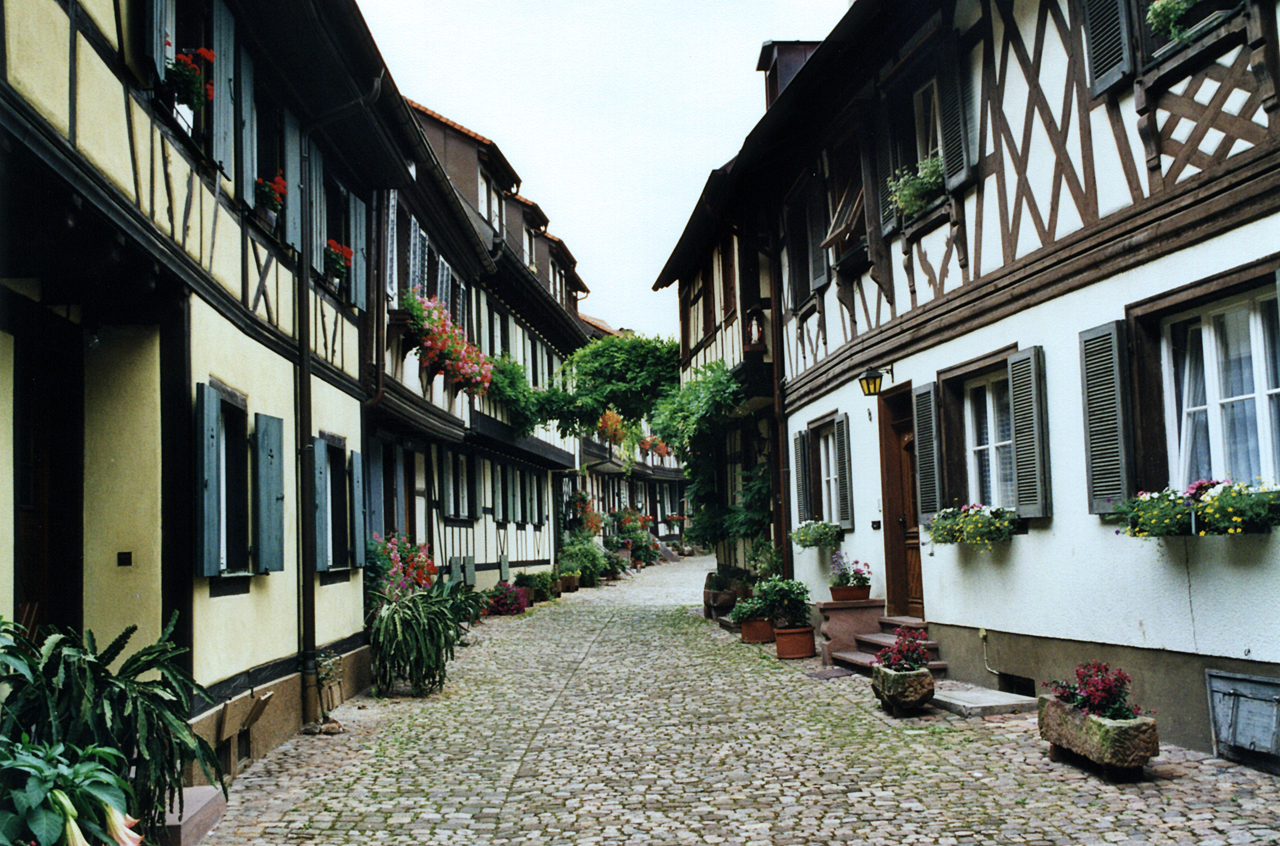
Gata i Gengenbach, med korsvirkeshus.

Gengenbach är en stad från medeltiden med K-märkta korsvirkeshus. Den ligger i Ortenaukreis i regionen Südlicher Oberrhein i Regierungsbezirk Freiburg i förbundslandet Baden-Württemberg i Tyskland, i en dalgång i Kinzigtal som ligger i mellersta Schwarzwald som gränsar till Frankrike och Schweiz. Tidigare var staden omgärdad av en stadsmur, men numera finns enbart en rekonstruerad del av muren kvar. Däremot är de fem tornen Obertor, Kinzigtor,  Niggelturm, Prälatenturm och Schwedenturm (Sverigetornet) välbevarade. Två av dem innehåller museum, Narrenmuseum och Bürgergarde Gengenbach e.V.
Staden ingår i kommunalförbundet Gengenbach tillsammans med kommunerna Berghaupten och Ohlsbach.
I Gengenbach finns flera kyrkor: stadskyrkan S:t Marien, folkkyrkan S:t Martinkyrkan, evangeliekyrkan och Berglekapellet. Stadens rådhus, som också blir till världens största adventskalender varje år, ligger centralt vid torget, som har veckomarknad på onsdagar och bondemarknad på lördagar, under förmiddagarna. På torget finns också Röhrbrunnen med sin riddare, som är en symbol för Gengenbach (en gåva från Strasbourg), även kallad svensken, på grund av att den ser mager ut. Originalet finns att beskåda på museum. Gengenbach är mest känd för sina gränder Engelgasse (Änglagränd) och Höllengasse (Helvetesgränd), där några av landets bäst bevarade korsvirkeshus finns att beskåda. Staden är också speciell med sina öppna vattendrag (bächle) som rinner längs trottoarerna.

## Klimat
Eftersom klimatet anses hälsosamt i Schwarzwald så finns här många kurorter. Dimbankarna ligger tunga över bergen på mornarna, men löses upp och stiger sakta, allteftersom solen visar sig. Årstiderna är milda och grönskan varar långt in på hösten. Lokalbefolkningen håller sig nära naturen genom att vandra eller cykla i det vackra landskapet, med sina höga berg och djupa dalar och slingrande vägar. Vinodlingarna, som sträcker ut sig över landskapet, är en kvarleva efter romarna som tidigare var bosatta här.

## Historia
Kelterna är de första som man känner till som bosatte sig i det som nu är Gengenbach. Floden Kinzig, som flyter genom staden, har fortfarande kvar sitt namn efter kelterna. Senare intog romarna platsen, och därefter germanerna. Gengenbach grundades omkring 1230. Under general Horn belägrade svenska soldater staden år 1632. 1643 var det värsta året under det 30-åriga kriget. Stora bränder härjade i Gengenbach åren 1669 och 1789, och 1689 var det franska trupper som satte eld på staden. Under andra världskriget (1945) blev Gengenbach träffad av bomber. Värst drabbat blev rådhuset, där halva huset totalförstördes. Efter kriget var staden ockuperad av fransmän i tre år.

## Museum
- Museum Haus Löwenberg
- Narrenmuseum
- Flösserei- und Verkehrsmuseum
- Mineraliengalerie
- Bürgergarde Gengenbach e.V. - Wehrgeschichtliches Museum
- Kunst- und Paramentenmuseum

## Fester och högtider
- Schwäbisch-Alemannische Fasent (gycklarfest som har firats sedan år 1499) i februari och mars
- Lady's Night (kvällsöppna butiker och fest) i juli
- Altstadtfest (medeltidsfest) i juli eller augusti
- Vinfest i september och oktober

## Anläggningar
- Die Insel (fritidscentrum)
- Schneckenmatte (park). Här finns lekplats, labyrint, solur, fågel- och fiskdamm samt en minigolfbana med uteservering som numera även har andra aktiviteter för barn.
- Gengenbach's fritidsanläggning

## Tågförbindelse
Schwarzwaldbahn, som går via Gengenbach, är världens äldsta bergjärnväg (1873) och är 149 km lång. Den har höga broar, viadukter, 39 tunnlar och 28 stationer, och går från Karlsruhe till Kreuzlingen via Offenburg, Villingen, Singen och Konstanz.

## Grannorter
Följande orter gränsar till Gengenbach:
- Berghaupten
- Biberach
- Durbach
- Friesenheim
- Hohberg
- Nordrach
- Oberkirch
- Ohlsbach
- Zell am Harmersbach

Flera stora städer ligger inom endast några mils avstånd, bland annat Freiburg im Breisgau, Karlsruhe, och den franska staden Strasbourg.

## Vänort
- Obernai i provinsen Alsace i Frankrike sedan 1958.

Obernais stadsvapen

## Utmärkelse
- Rådhuset i Gengenbach är Världens största adventskalender enligt Guinness rekordbok.

## Filmografi
- Kalle och chokladfabriken (2005), av Tim Burton med Johnny Depp. Gengenbach visas som Düsseldorf i filmen.[källa behövs]

## Videografi
- Gengenbach - Ein Streifzug durch das bezaubernde Kleinod